# 吉井功治
吉井 功治（よしい こうじ、1970年9月24日 - ）は、東京都出身の自転車競技選手、同指導者。

## 来歴
東京都立駒場高等学校を経て、2浪の末、明治大学（以下、明大）商学部に入学。入学後、明大のラグビー部への入部を試みるも断られてしまう。その後、マウンテンバイクを購入する目的で自転車ショップを訪れたところ、ロードバイクが目にとまり、それを購入したことがきっかけとなり、自転車競技への道へと歩むことになった。
大学3年時に明大の自転車競技部に入部。その後、当時は受験資格の年齢上限が24歳未満という制約があったことから、最初で最後の受験機会となった日本競輪学校入学試験に失敗したため、自ら自転車チームを結成して活動することになった。

### 主な戦績
1997年
- 国民体育大会（関西サイクルスポーツセンター）のポイントレースで優勝。

1999年、ブソン・ショスュル＝日本鋪道と契約。
- 全日本選手権ポイントレース 優勝
- トラックワールドカップ・バレンシア大会 ポイントレース 2位

2000年、シドニーオリンピック出場権をかけた国内選考大会で落車棄権のため、同大会の出場を阻まれた。
その後、オーストラリア自転車競技連盟に活動を打診したところ、受け入れられた。また国内では日本鋪道の選手として活動。
2001年
- オーストラリアの国内選手権大会に出場したところ優勝。現地紙に、"Yoshii, one of the finestenruarance riders produced by Japan"と讃えられた[1]。
- 全日本選手権・マディソンで、福島晋一とのペアで優勝。

## エピソード
- 参加時期は不明だが、日本人選手として初めて、トラックレースの6日間レースに出場した選手でもある[1]。

- 現在は自転車競技指導者として活動。2011年、当時日本代表監督だった阿部道が、同年3月11日に発生した東日本大震災で、自宅のある仙台が影響を受けため、同月開催のトラックレース世界選手権への指導ができなくなったことから、監督代行を務めた。